# Месечеви чворови
Месечеви чворови представљају две нематеријалне тачке на небу које су одређене пресецима путање Месеца око Земље и еклиптике, која представља путању Земље око Сунца. Узлазни и силазни чвор увек су један наспрам другог, са Земљом између њих.
У астрономији ове две тачке указују на периоде помрачења Сунца и Месеца, који наступају само када се Сунце и Месец, посматрано са земље, нађу приближно истовремено у близини ових чворова. Конкретније, до помрачења Сунца долази када је млад Месец или пун Месец у близини ових чворова.
Док око Земље круже на дневном нивоу, Месечеви чворови обиђу један круг Зодијака за око 6793.5 дана, односно за нешто више од 18 година, 7 месеци и 5 дана, посматрано са Земље. Овај период познавали су још антички народи и назвали га Сарос.